# Direção de Serviços de Educação Artística e Multimédia
A Direção de Serviços de Educação Artística e Multimédia (DSEAM) foi um departamento da Secretaria Regional de Educação e Cultura da Região Autónoma da Madeira (SREC) responsável por supervisionar e coordenar a educação artística no ensino básico e secundário da região.

## História
A DSEAM teve como origem um projeto-piloto, realizado em duas escolas do concelho do Funchal (na Escola do Tanque, em Santo António (Funchal), e na Escola do Lombo Segundo, em São Roque (Funchal)). O projeto visava formar professores especialistas na área da Expressão Musical e Dramática e incluí-los, enquanto docentes, nos estabelecimentos de ensino público da região. É com base neste projeto, que em 1980, é criada a direção com o nome de Gabinete de Apoio à Expressão Musical e Dramática. E mais tarde de Gabinete Coordenador de Educação Artística (GCEA).
Com o objetivo de apresentar as práticas desenvolvidas no gabinete ao público geral, em 1984, é criada uma divisão (Divisão de Expressões Artísticas) com o intuito de lecionar e promover diversas atividades artísticas extracurriculares (Expressão Plástica, Dança, Música e Teatro).
Em 2019, a DSEAM é integrada no Conservatório - Escola Profissional de Artes da Madeira.

## Eventos Principais
Como forma a promover as atividades realizadas pela DSEAM esta promove ao longo do ano diversos eventos:
- MUSICAeb
- Festival da Canção Infantil da Madeira
- Temporada Artística